# Ialyssus tuberculatus
Ialyssus tuberculatus  (лат.) — вид жуков-усачей из подсемейства прионинов. Распространён на северо-востоке Южной Америки — в северной Бразилии (в штате Амазонас), в Гайане и во Французской Гвиане.